# The Nevers
The Nevers ist eine US-amerikanische Science-Fiction-Actionserie mit Laura Donnelly, Ann Skelly, Olivia Williams, Tom Riley und James Norton. Die Serie wurde ab dem 11. April 2021 auf HBO und in Deutschland seit ab dem 12. April 2021 auf Sky Atlantic veröffentlicht.
Schöpfer der Serie ist Joss Whedon, der die Leitung der Produktion während der Dreharbeiten zur ersten Staffel abgab, neue Showrunnerin wurde Philippa Goslett. Die Dreharbeiten wurden aufgrund der COVID-19-Pandemie unterbrochen, die fünfte und sechste Folge entstand nach einem Lockdown im September 2020. Die Dreharbeiten zur zweiten Hälfte der ersten Staffel starteten im Juni 2021. Nach der ersten Staffel wurde die Serie abgesetzt. Die Folgen sieben bis zwölf wurden am 14. und 15. Februar 2023 bei dem zu Fox Corp. gehörenden Anbieter Tubi veröffentlicht.

## Handlung
Die Serie spielt um 1899 im Viktorianischen Zeitalter in London. Nach einem mysteriösen Ereignis haben einige Menschen, zumeist Frauen, übernatürliche Kräfte erhalten. Zu den sogenannten „Berührten“ (The Touched) gehören die Witwe Amalia True und die Erfinderin Penance Adair, die elektrische Spannungen spüren kann und verschiedene Prototypen baut. Außerdem Primrose Chattoway, ein drei Meter großes Mädchen, und Myrtle, ein anderes Mädchen, das verschiedenste Sprachen spricht.
Lavinia Bidlow leitet mit dem „Orphanage“ ein Refugium für jene Personen, zum großen Teil Frauen, die von der Gesellschaft ausgeschlossen oder verfolgt werden. Lord Hugo Swan ist Spross eines Adelshauses und hat mit einem Sexclub die Grundlagen für ein System von Erpressungen geschaffen, um seinen hedonistischen Lebensstil zu finanzieren. Swan ist ein Schulfreund von Augustus „Augie“ Bidlow, dem jüngeren Bruder von Lavinia Bidlow. Swan erkennt in den Frauen mit ihren besonderen Begabungen eine Bereicherung für seine Pläne.

## Besetzung und Synchronisation
Die deutschsprachige Synchronisation übernahm die Interopa Film. Das Dialogbuch schrieb Tobias Neumann, Dialogregie führte Clemens Frohmann.
| Rolle                   | Darsteller           | Synchronsprecher   |
| ----------------------- | -------------------- | ------------------ |
| Amalia True             | Laura Donnelly       | Nicole Hannak      |
| Penance Adair           | Ann Skelly           | Lena Schmidtke     |
| Lavinia Bidlow          | Olivia Williams      | Sabine Falkenberg  |
| Hugo Swan               | James Norton         | Jeremias Koschorz  |
| Augustus „Augie“ Bidlow | Tom Riley            | Johannes Raspe     |
| Lord Massen             | Pip Torrens          | Oliver Siebeck     |
| Dr. Edmund Hague        | Denis O’Hare         | Viktor Neumann     |
| Annie Carbey            | Rochelle Neil        |                    |
| Maladie                 | Amy Manson           | Marie-Isabel Walke |
| Dr. Horatio Cousens     | Zackary Momoh        | Uve Teschner       |
| Mary Brighton           | Eleanor Tomlinson    | Victoria Frenz     |
| Declan Orrun            | Nick Frost           | Olaf Reichmann     |
| Lucy Best               | Elizabeth Berrington | Traudel Sperber    |
| Myrtle Haplisch         | Viola Prettejohn     | Magdalena Höfner   |
| Primrose Chattoway      | Anna Devlin          | Antonia Seeger     |
| Harriet Kaur            | Kiran Sonia Sawar    | Nora Jokhosha      |
| Detective Frank Mundi   | Ben Chaplin          | Torsten Michaelis  |

## Episodenliste
| Nr. | Deutscher Titel | Originaltitel                 | Erstausstrahlung USA | Deutschsprachige Erstausstrahlung (D) | Regie              | Drehbuch                       |
| --- | --------------- | ----------------------------- | -------------------- | ------------------------------------- | ------------------ | ------------------------------ |
| 1   | Die Berührten   | Touched                       | 11. Apr. 2021        | 12. Apr. 2021                         | Joss Whedon        | Joss Whedon                    |
| 2   | Enthüllung      | Exposure                      | 18. Apr. 2021        | 19. Apr. 2021                         | Joss Whedon        | Jane Espenson                  |
| 3   | Marys Lied      | Ignition                      | 25. Apr. 2021        | 26. Apr. 2021                         | David Semel        | Kevin Lau                      |
| 4   | Doppeltes Spiel | Undertaking                   | 2. Mai 2021          | 3. Mai 2021                           | David Semel        | Madhuri Shekar                 |
| 5   | Am Galgen       | Hanged                        | 9. Mai 2021          | 10. Mai 2021                          | Joss Whedon        | Melissa Iqbal                  |
| 6   | Hoffnung        | True                          | 16. Mai 2021         | 17. Mai 2021                          | Zetna Fuentes      | Jane Espenson, Douglas Petrie  |
| 7   | –               | It’s a Good Day               | 14. Feb. 2023        | –                                     |                    | Philippa Goslett               |
| 8   | –               | I Don’t Know Enough About You | 14. Feb. 2023        | –                                     |                    | Ira Parker                     |
| 9   | –               | Fever                         | 14. Feb. 2023        | –                                     |                    | Rammy Park                     |
| 10  | –               | Alright, Okay, You Win        | 15. Feb. 2023        | –                                     | Nina Lopez-Corrado | Harrison David Rivers          |
| 11  | –               | Ain’t We Got Fun              | 15. Feb. 2023        | –                                     | Nina Lopez-Corrado | Alyssa Thorne und Adam Meggido |
| 12  | –               | I’ll Be Seeing You            | 15. Feb. 2023        | –                                     | Andrew Bernstein   | Peter Calloway                 |

## Rezeption

### Kritiken
Bernd Krannich vergab auf Fernsehserien.de vier von fünf Sternen und bezeichnete die Produktion als „veritablen Appetithappen“ für Fans des Mystery-Genres, die eine gut ausgestattete Phantastik-Geschichte mit überzeugenden Figurengeschichte entwerfe. Generell würde die Serie vermutlich keinen Eingang in die Annalen der Fernsehgeschichte finden, kritische Themen im Hintergrund von Feminismus, Kampf um Selbstbestimmung und auch politische Fragen würden hier nicht tiefgehend ausgelotet. Insgesamt liefere diese aber eine fesselnde, eskapistische Geschichte, die eine neugierig machende Haupthandlung mit interessanten Figuren mische, die von ihren Darstellern gut auf den Bildschirm gebracht würden.
Ebenso fand Katrin Nussmayr in der österreichischen Tageszeitung Die Presse, dass die Produktion ein faszinierendes Serienerlebnis sei, auch dank toller Darsteller. Kathleen Hildebrand dagegen bezeichnete die Serie in der Süddeutschen Zeitung als „großes, vages Chaos“ und meinte: „Sollte diese Serie wissen, wohin sie mit ihrer Geschichte will, macht sie es der Zuschauerin auf enervierende Weise schwer, diese Richtung zu erkennen.“
Einigen US-Kritiken zufolge sei die Serie ein typisches Format von Joss Whedon mit treffsicherem Humor, übernatürlichem Setting und cleveren, schlagfertigen und schlagkräftigen Heldinnen. Allerdings sei es Whedon anders als bei vorherigen Filmen und Serien nicht gelungen, die einzelnen Elemente zu einem stimmigen Ganzen zusammenzufügen.

### Zuschauerzahlen
Die Erstausstrahlung der ersten Folge bei HBO erreichte 1,4 Millionen Zuschauer bei der linearen Ausstrahlung inklusive digitaler Aufrufe. Die Serie erzielte damit das bis dahin beste Debüt für eine neue Originalserie auf HBO Max.

## Auszeichnungen und Nominierungen
Primetime-Emmy-Verleihung 2021
- Nominierung in der Kategorie Outstanding special visual effects in a single episode (Folge Ignition)[12][13]